# Медаль Джона Фріца
Меда́ль Джо́на Фрі́ца (англ. John Fritz Medal) — наукова нагорода, заснована Американською асоціацією інженерних товариств (AAES). Вручається щорічно з 1902 року за видатні досягнення у науці або промисловості у будь-якій галузі теоретичної або прикладної науки. Заснована на честь восьмидесятиліття американського інженера-металурга, підприємця та винахідника Джона Фріца. Нагорода складаться із золотої медалі та сертифіката. Дизайн медалі розробив Віктор Бреннер.
Коли Американська асоціація інженерних товариств (AAES) була розпущена у 2020 році, адміністрування медалі Фріца було передано Американському інституту інженерів гірничої, металургійної та нафтової промисловості (AIME), і наразі координується товариством-членом AIME — Товариством гірничої промисловості, металургії та розвідки (англ. Society of Mining, Metallurgy, & Exploration, SME).
Медаль Джона Фріца часто називають «Нобелівською премією в інженерній галузі».

## Лауреати
- 1902: Джон Фріц
- 1903: не присуджували
- 1904: не присуджували
- 1905: Вільям Томсон (лорд Кельвін)
- 1906: Джордж Вестінгауз
- 1907: Александер Грем Белл
- 1908: Томас Алва Едісон
- 1909: Чарльз Тальбот Портер[en]
- 1910: Альфред Нобель[en]
- 1911: Вільям Генрі Вайт
- 1912: Роберт Вулстон Гант[en]
- 1913: не присуджували
- 1914: Джон Едсон Світ[en]
- 1915: Джеймс Дуглас[en]
- 1916: Еліу Томсон
- 1917: Генрі Меріон Гав
- 1918: Йонас Вальдо Сміт[en]
- 1919:  Джордж Вашингтон Геталс[en]
- 1920: Орвілл Райт
- 1921: Роберт Гадфілд
- 1922: Ежен Шнайдер II[en]
- 1923:  Гульєльмо Марконі
- 1924: Амброуз Свейсі[en]
- 1925: Джон Френк Стівенс[en]
- 1926: Едвард Дін Адамс[en]
- 1927: Елмер Сперрі[7]
- 1928: Джон Карті[en]
- 1929: Герберт Гувер
- 1930: Ральф Моджеєвський
- 1931: Девід Вотсон Тейлор[en]
- 1932: Михайло Пупін
- 1933: Деніел Ковен Джеклінг[en]
- 1934:  Джон Ріплі Фрімен[en]
- 1935: Френк Джуліан Спрейг
- 1936: Вільям Фредерік Дюранд[en]
- 1937:  Артур Ньюелл Талбот[en]
- 1938: Пол Даєр Меріка[en]
- 1939:  Френк Болдвін Дж'юетт[en]
- 1940:  Кларенс Флойд Гіршфельд[en]
- 1941: Ральф Бадд[en]
- 1942: Еверетт Де Гольєр
- 1943: Вілліс Вітні
- 1944: Чарлз Кеттерінг
- 1945: Джон Севідж[en]
- 1946: Зай Джеффріс[en]
- 1947: Льюїс Воррінгтон Чубб[en]
- 1948: Теодор фон Карман
- 1949: Чарлз Меткалф Аллен[en]
- 1950: англ. Walter H. Aldridge
- 1951: Веннівер Буш
- 1952: Ервін Джордж Бейлі[en]
- 1953:  Бенджамін Франклін Ферлесс[en]
- 1954:  Вільям Ембрі Ратер[en]
- 1955: англ. Harry Alonzo Winne
- 1956: Філіп Спорн[en]
- 1957: Бен Морелл[en]
- 1958: англ. John R. Suman
- 1959: Мервін Келлі[en]
- 1960: англ. Gwilyn A. Price
- 1961: Стівен Девісон Бехтель[en]
- 1962: Кроуфорд Грінвальт[en]
- 1963: Г'ю Латімер Драйден[en]
- 1964: Люсіус Клей
- 1965: Фредерік Каппель[en]
- 1966: Воррен Кендалл Льюїс[en]
- 1967: Вокер Лі Цислер[en]
- 1968: Сікорський Ігор Іванович
- 1969: Майкл Лоуренс Гайдер[en]
- 1970: Гленн Бартон Воррен[en]
- 1971: Патрік Гаґґерті[en]
- 1972: англ. William Webster
- 1973: англ. Lyman Wilber
- 1974: англ. H. I. Romnes
- 1975: Менсон Бенедикт[en]
- 1976: Томас Оттен Пайн[en]
- 1977: Джордж Руфус Браун[en]
- 1978: англ. Robert G. Heitz
- 1979: Натан Мортімор Ньюмарк[en]
- 1980: англ. T. Louis Austin, Jr.
- 1981: Ян Макгрегор[en]
- 1982: Девід Пакард
- 1983: Клод Шеннон
- 1984: англ. Kenneth A. Roe
- 1985: Деніель Друкер
- 1986: Сімон Рамо[en]
- 1987: Ральф Ландау[en]
- 1988: Ральф Бразельтон Пек[en]
- 1989: Роберт Нойс
- 1990: англ. Gordon A. Cain
- 1991: Хантер Раус[en]
- 1992: англ. Serge Gratch[8]
- 1993: Гордон Мур
- 1994: Гойт Кларк Готтел[en]
- 1995: Лінн Бідл[en]
- 1996: Георгіос Хадзопулос[en]
- 1997: Артур Гамфрі[en]
- 1998: Айван Геттінг
- 1999: Джордж Хейлмейер[en]
- 2000: англ. John W. Fisher
- 2001: Пол Чінг Ву Чу[en]
- 2002: Деніел Ґолдін[en]
- 2003: Роберт Ленджер
- 2004: Джон Свансон[en]
- 2005: англ. George Tamaro
- 2006: не присуджували
- 2007: Гавріел Салвенді[en]
- 2008: Крістіна Джонсон[en]
- 2009: Івон Брілл[en]
- 2010: англ. Gerald J. Posakony
- 2011: Ендрю Вітербі[en]
- 2012: Леслі Робертсон[en]
- 2013: Грегорі Стефанопулос[en]
- 2014: Джулія Віртман[en]
- 2015: англ. Jon D. Magnusson
- 2016: Вінсент Пур[en]
- 2017: Френк Крейт[en]
- 2018: англ. Anne S. Kiremidjian
- 2019: не присуджували
- 2020: не присуджували
- 2021: Ілон Маск[9]
- 2022: не присуджували
- 2023: Асад Мадні[en]
- 2024: Алан Бовік[en]